# Brunette (chanteuse)
Pour les articles homonymes, voir Brunette.
Elen Yeremyan, connue sous le nom de scène de Brunette, est une chanteuse arménienne. Elle représente l'Arménie au Concours Eurovision de la chanson 2023.

## Carrière
Elle sort son premier single Love the Way You Feel en collaboration avec l'organisation à but non-lucratif d'éducation musicale Nvak. Sa chanson Smoke Break cumule 3,5 millions de vues sur YouTube en février 2023. Elle chante régulièrement en anglais et en arménien.
Le 1er février 2023, elle est sélectionnée pour représenter l'Arménie au Concours Eurovision de la chanson 2023. Sa chanson Future Lover, écrite en collaboration avec le diffuseur arménien du concours, est présentée lors de la deuxième demi-finale du 11 mai et est qualifiée pour la finale du 13 mai, où elle termine à la 14e place avec 122 points.
En février 2025, elle fait une apparition lors de Depi Evratesil 2025, la sélection nationale arménienne pour le Concours Eurovision de la chanson 2025. Lors de l'entracte, elle y interprète un medley de plusieurs de ses chansons : Future Lover, No Energy et Superstar Illness. 